# Acciones de pacificación en la Polonia ocupada por la Alemania nazi
Las acciones de pacificación en la Polonia ocupada por los alemanes durante la Segunda Guerra Mundial fueron una de las muchas medidas de castigo diseñadas para infligir terror a la población civil de los pueblos y ciudades locales con el uso de la fuerza militar y policial. Fueron parte integral de la guerra de agresión contra la nación polaca librada por la Alemania nazi desde el 1 de septiembre de 1939. El objetivo proyectado de las operaciones de pacificación era prevenir y reprimir el movimiento de resistencia polaco en la Segunda Guerra Mundial; sin embargo, entre las víctimas había niños, jóvenes, mujeres, padres que intentaban salvar a sus familias, granjeros que se apresuraban a rescatar ganado de edificios en llamas, pacientes, víctimas ya heridas y rehenes de muchas etnias, incluidos polacos y judíos.
Los crímenes de guerra cometidos durante las acciones de pacificación en la Polonia ocupada fueron investigados por la Oficina Central de las Administraciones de Justicia del Estado para la Investigación de Crímenes Nacionalsocialistas de la Alemania Occidental en Luisburgo en septiembre de 1959 y, de acuerdo con el Código Penal alemán, finalmente desechados como ya prescritos debido a las leyes alemanas. No se llevaron a cabo más investigaciones hasta junio de 1971, cuando los crímenes de 1939 de la 1.ª División Panzer en Polonia (Polenfeldzug) también fueron descartados como improbables después de una declaración del Mayor Walther Wenck, que fue aceptada de buena fe. Las investigaciones del Instituto de la Memoria Nacional sobre las masacres en lugares específicos están en curso. Los datos históricos recopilados en Polonia confirman la destrucción total de 554.000 granjas valoradas en 6.062 millones de eslotis (nivel de 1938) con 8 millones de bovinos y caballos muertos, además de terribles pérdidas humanas. Varios cientos de pueblos fueron borrados del mapa. En solo un año y medio entre el 1 de enero de 1943 y el 31 de julio de 1944, solo la Wehrmacht llevó a cabo 1.106 acciones de pacificación en la Polonia ocupada, independientemente de las operaciones de los Einsatzgruppen y las fuerzas auxiliares, y del Holocausto de los judíos en curso.

## Antecedentes

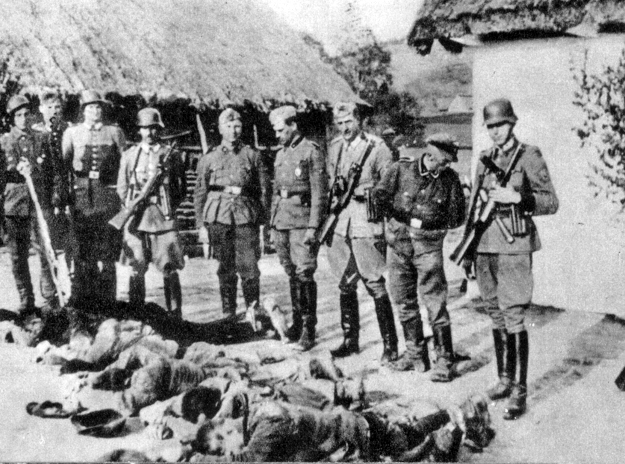
Civiles polacos asesinados por la policía alemana cerca de Radom, la Polonia ocupada, 1943.

Las llamadas "acciones de pacificación" se introdujeron junto con todas las demás políticas de exterminio dirigidas contra Polonia ya en septiembre de 1939, y fueron a gran escala, lo que resultó en el asesinato confirmado de aproximadamente 20.000 personas. Se llevaron a cabo masacres en las zonas del Gobierno General, Pomerania y en las cercanías de Białystok y la Gran Polonia. El número de asentamientos polacos objeto de estas operaciones fue de aproximadamente 825 (en la actual Polonia, ver más abajo). El Heer llevó a cabo 760 ejecuciones en masa durante su marcha por el centro de Polonia. Las pérdidas materiales de la destrucción sin sentido del campo polaco no relacionadas con maniobras militares se estiman en 30 millones de eslotis solo en el área del Gobierno General.
Como señalaron los historiadores de la Segunda Guerra Mundial, las acciones de pacificación fueron independientes de las de la Operación Tannenberg. No formaron parte de los asesinatos indiscriminados perpetrados por los escuadrones de la muerte, los Einsatzkommando, activos durante la invasión de Polonia de 1939, y caracterizados por ataques a menudo deliberados contra la población civil por parte de las fuerzas invasoras, con la participación activa de la minoría alemana que vivía en la República de Polonia antes de estallar la Segunda Guerra Mundial, y cuyos hombres se unieron a los batallones armados de las SS Volksdeutscher Selbstschutz en Prusia Occidental, la Alta Silesia y Wartheland. En total, hasta 200.000 polacos perdieron la vida al comienzo de la guerra, independientemente de la naturaleza del conflicto. Asimismo, más de 100.000 polacos murieron en las operaciones de bombardeo de la Luftwaffe.
Las acciones de pacificación se llevaron a cabo en el centro-oeste de Polonia, así como en las regiones del este de Kresy recuperadas de la URSS en 1941, incluso en el Voivodato de Polesia, el Voivodato de Nowogródek y otros, que abarcaban la mayor parte de la Bielorrusia occidental contemporánea. Estas tácticas fueron el principal medio local del Holocausto en la Polonia ocupada. Unas 627 aldeas fueron arrasadas en el este de Polonia por las SS con la ayuda de batallones colaboracionistas, incluidos bielorrusos, ucranianos y otros, durante 60 operaciones de pacificación y 80 de castigo. Solo los batallones de la Defensa Nacional Bielorrusa (BKA) masacraron a unos 30.000 judíos durante la pacificación de las aldeas. El castigo colectivo se utilizó durante tales operaciones para disuadir de ofrecer refugio a los prisioneros de guerra soviéticos y brindar ayuda a las fuerzas guerrilleras. Las pacificaciones incluyeron el exterminio de aldeas enteras, incluidas mujeres y niños, expulsiones, quema de casas, confiscación de propiedad privada y arrestos. En muchos casos, las operaciones de este tipo llevadas a cabo conjuntamente por los Einsatzgruppen y la Ordnungspolizei se caracterizaron por una brutalidad extrema. Un ejemplo de estas tácticas fue la quema de 91 rehenes, incluidas 31 mujeres y 31 niños aún vivos, en la aldea de Jabłoń-Dobki en la región de Białystok el 8 de marzo de 1944. Una vez que comenzó el fuego, se arrojó una granada.

### Avance alemán en Polonia
La primera acción de pacificación, llevada a cabo sobre el terreno por los oficiales y soldados de la Wehrmacht, tuvo lugar en Złoczew los días 3 y 4 de septiembre de 1939, en la que los soldados alemanes asesinaron a unos 200 polacos. Según el historiador Alexander B. Rossino, la atrocidad se cometió con la participación de la 1.ª División Leibstandarte SS Adolf Hitler (LSSAH), que también estuvo involucrada en el asesinato de 50 judíos polacos en Błonie, cerca de Varsovia, y los fusilamientos en Bolesławiec, Torzeniec, Goworowo, Mława y Włocławek. La LSSAH incendió pueblos a lo largo de la carretera sin justificación militar.

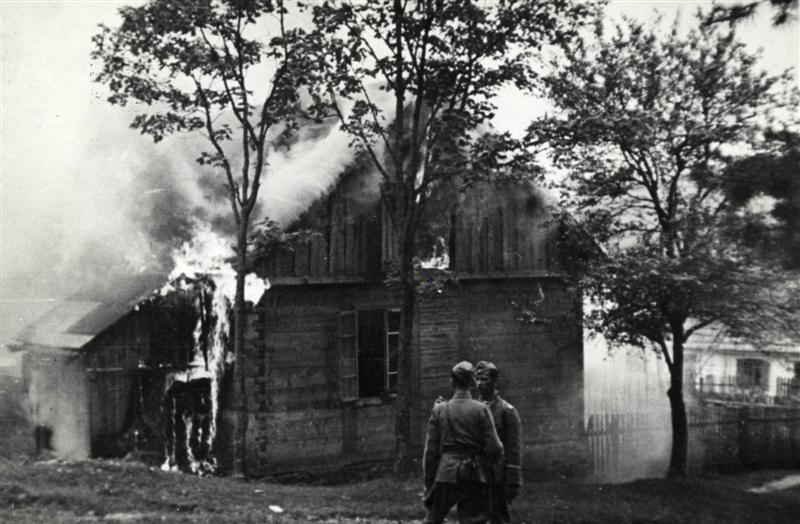
Pacificación de Michniów, 12-13 de julio de 1943; Masacre de 204 habitantes: 102 hombres, 54 mujeres y 48 niños.

El Instituto de la Memoria Nacional ha documentado el uso de la fuerza militar con el objetivo de infligir terror y reprimir la resistencia polaca. Un ejemplo fue una acción de represalia por unidades de la 19.ª División Panzer reunida para las operaciones de la Brigada de Caballería Suwalska del Ejército Polaco. Durante la noche del 13 de septiembre de 1939, murieron trece personas de Olszew y diez personas de la cercana aldea de Pienkowo. Las víctimas entre los civiles incluían mujeres y niños que fueron asesinados de varias maneras, con bayonetas, disparados, volados en pedazos con granadas y quemados vivos en un granero.
Según el artículo de Witold Kulesza publicado en Komentarze Historyczne por el Instituto de la Memoria Nacional, la 1.ª División Leibstandarte SS Adolf Hitler de la 17.ª División llegó a Złoczew el 3 de septiembre de 1939 en motocicletas y bicicletas. El incendio de la ciudad y las matanzas masivas comenzaron la misma noche. Según la testigo presencial Janina Modrzewska, que sobrevivió a la pacificación de Złoczew, los soldados estaban matando a todos los que veían. Las bajas totales ascendieron a 200 víctimas. Desde el aire, los aviones de la Luftwaffe bombardearon las aldeas de Momoty Dolne, Momoty Górne, Pawłów, Tokary, Sochy y Klew. Algunos lugares fueron sometidos a múltiples operaciones de pacificación. En la ciudad de Aleksandrów en el condado de Biłgoraj entre 1939 y 1944, las autoridades alemanas asesinaron a 290 civiles, 43 fueron heridos, deportaron a 434 a campos de trabajos forzados y quemaron al menos 113 hogares.
La región de Białystok cayó bajo ocupación alemana dos veces. Invadida por la Wehrmacht en 1939, fue escenario de acciones masivas de pacificación incluso antes de que fuera cedida a los soviéticos dos semanas después del pacto nazi-soviético. Fue invadida nuevamente en el transcurso de la Operación Barbarroja con resultados similares. Al menos 750 aldeas allí tuvieron al menos 10 habitantes asesinados, y al menos 75 aldeas fueron completamente destruidas (ver: tabla para la lista parcial de nombres de aldeas y el número de víctimas muertas). El derecho internacional moderno considera que este tipo de acciones contra civiles constituyen un genocidio, ya sea que se lleve a cabo dentro de las fronteras nacionales o en territorios ocupados.

### La despoblación forzosa de Zamojszczyzna
Más información: Aktion Zamość
Entre noviembre de 1942 y marzo de 1943, por orden directa de Heinrich Himmler, 116.000 hombres y mujeres polacos fueron expulsados en tan solo unos meses durante la Aktion Zamość. En la historiografía polaca, los eventos que rodearon las redadas nazis a menudo se denominan alternativamente como los Hijos de Zamojszczyzna para enfatizar el rapto de alrededor de 30.000 niños en ese momento, arrebatados a sus padres, y que fueron transportados desde Zamojszczyzna a campos de concentración. Las expulsiones abarcaron los distritos de Hrubieszów, Tomaszów Lubelski, Zamość y Biłgoraj, y se completaron en marzo de 1943. En total, 297 pueblos polacos fueron despoblados.

## Pueblos y víctimas mortales
Las investigaciones del Instituto de la Memoria Nacional sobre la pacificación de pueblos específicos se centran en ubicaciones dentro de la Polonia contemporánea. Son exponencialmente mayores dentro de las fronteras de la República antes de la guerra.
| Nombre del pueblo | Muertos         | Nombre del pueblo | Muertos          | Nombre del pueblo  | Muertos                |
| ----------------- | --------------- | ----------------- | ---------------- | ------------------ | ---------------------- |
| Borów             | 232 (103 niños) | Cyców             | 111              | Jamy               | 147                    |
| Kaszyce           | 117             | Kitów             | 174              | Krasowo-Częstki    | 257 (83 niños)         |
| Krusze            | 148             | Kulno             | 100              | Lipniak-Majorat    | over 370               |
| Łążek             | 187             | Michniów          | 204 (48 niños)   | Milejów            | 150                    |
| Mrozy             | over 100        | Olszanka          | 103              | Rajsk              | over 143               |
| Różaniec          | circa 200       | Skłoby            | 265              | Smoligów           | circa 200              |
| Sochy             | 183             | Sumin             | 118              | Szczecyn           | 368 (71 niños)         |
| Wanaty            | 109             | Zamość            | 470              | Szczebrzeszyn      | 208                    |
| Łabunie           | 210             | Krasnobród        | 285 (200 judíos) | Mokre              | 304                    |
| Nielisz           | 301             | Nowa Osada        | 195              | Radecznica         | 212                    |
| Skierbieszów      | 335             | Stary Zamość      | 287              | Suchowola          | 324                    |
| Sułów             | 252             | Tereszpol         | 344              | Wysokie            | 203                    |
| Zwierzyniec       | 412             | Kitów             | 165              | Królewiec / Szałas | más de 100 en cada uno |

Las fronteras de Polonia antes y después de la guerra, 1939-1945. El Instituto Nacional de la Memoria, que tiene poderes de enjuiciamiento en la Polonia poscomunista, limita sus propias investigaciones sobre las atrocidades alemanas cometidas dentro de las fronteras actuales del país.

La lista de pueblos pacificados dentro de las fronteras de la Polonia de posguerra fue organizada por el IMN de acuerdo con uno de los once voivodatos (regiones administrativas) actuales de Polonia que no formaban parte de la Alemania nazi tras la invasión de Polonia en 1939. Asimismo, todos los asentamientos que se encuentran actualmente dentro de las fronteras de la Ucrania postsoviética y Bielorrusia están excluidos de la lista. Pertenecían al voivodato de Leópolis antes de la guerra, al voivodato de Nowogródek (1919-1939), al voivodato de Polesia, al voivodato de Stanisławów, al voivodato de Tarnopol, al voivodato de Wilno (1926-1939) y al voivodato de Wołyń (1921-1939). El número de pueblos pacificados para cada uno de los voivodados actuales es el siguiente.
- Voivodato de Kujawsko-Pomorskie: 29
- Voivodato de Lubelskie: 103
- Voivodato de Łódzkie: 26
- Voivodato de Małopolskie: 24
- Voivodato de Podkarpackie: 21
- Voivodato de Podlaskie: 34
- Voivodato de Pomorskie: 6
- Voivodato de Śląskie: 15
- Voivodato de Świętokrzyskie: 53
- Voivodato de Warmińsko-Mazurskie: 2
- Voivodato de Wielkopolskie: 26